# The Varukers
The Varukers — британская хардкор-панк-группа, образованная в 1979 году вокалистом Рэтом (Энтони «Крысой» Мартином, англ. Anthony 'Rat' Martin). Varukers не скрывали того, что являются прямыми последователями Discharge и активно эксплуатировали стиль последних (получивший название D-beat). Обе группы были близки (прежде всего, потому что исповедовали анархистские взгляды) и несколько раз «обменивались» участниками. The Varukers реформировались в 1993 году в новом составе и продолжают выступать с концертами, оставаясь в числе лидеров движения punk revival. 

## История группы
Вокалист Рэт (Энтони Мартин) основал The Varukers в 1979 году; в первый состав группы вошли Брюс Риддел (гитара), Том Лоу (бас) и Гэри Малоун (ударные). В ноябре 1981 года на бирмингемском лейбле Inferno Records Varukers выпустили дебютный EP Protest and Survive, с которым тут же оказалась в первой десятке UK Indie Charts.
Почти сразу же Малоун перешел в Discharge и был заменён Брайаном Роу (англ. Brian Roe). После выхода второго EP Don’t Wanna Be a Victim (Inferno) в июне 1982 года из группы ушёл Том Лоу. Varukers подписали контракт с бристольским лейблом Riot City Records и пригласили нового басиста по имени Джордж. За синглом «Die for Your Government» последовал дебютный альбом Bloodsuckers.
В 1983 году состав группы вновь обновился: пришли новые барабанщик, гитарист и басист (соответственно Энди Бэйкер, Дэмьен Томпсон, — оба из Warwound, - и Брокен Брик). За синглом «Led to the Slaughter» последовал мини-альбом Another Religion Another War (Riot City), самый значимый (с точки зрения музыкальной критики) их релиз.  В августе 1984 года группа перешла на мэнсфилдский лейбл Rot Records. Вместо Дэмьена и Брика пришли Пол Майлз (гитара) и Грэм Керр (бас): новый состав выпустил Massacred Millions EP и концертный альбом, записанный за год до этого в Голландии. Энди Бэйкер после этого перешел в Sacrilege. С новым ударником Уорреном группа записала One Struggle One Fight, выпустив его на собственном лейбле Liberate Records.
В 1988 году The Varukers распались, но возродились в 1993 году: фронтмен Рэт утверждал, что к такому шагу его побудило множество писем из разных стран мира, полученные им за эти пять лет. С новым составом (Biff — гитара, Brian — бас, Kev — ударные) он провел гастроли по Германии и Бельгии, имевшие немалый успех. Примерно в это время в Британии лейбл Retch Records выпустил концертный CD, записанный в 1984 году. Турне продолжилось в США и странах Скандинавии, после чего вышел EP Nothings Changed (Weird Records). В 1995 году Varukers вновь сменили лейбл: германский We Bite Records выпустил CD Still Bollox But Still Here, сборник старых записей, ставших к этому времени раритетом.
С тех пор группа продолжает эпизодически выходить на гастроли: свой очередной европейский тур она начинает 6 марта 2009 года концертами в Чехии.
В 2013 году группа посетила Россию. В Санкт-Петербурге, в клубе "Mod" 18 января 2013 года снято видео и записано аудио выступление группы.

## Дискография

### Студийные альбомы
- 1983 - "Bloodsuckers" (Riot City Records)
- 1984 - "Another Religion Another War" (Riot City Records)
- 1985 - "One Struggle One Fight" (Liberate Records)
- 1986 - "Prepare For The Attack" (Attack Records)
- 1995 - "Still Bollox But Still Here" (We Bite America Records)
- 1998 - "Murder" (We Bite America Records)
- 2000 - "How Do You Sleep?" (Go Kart Records)
- 2009 - "Killing My Self to Live" (Vile Art Records)
- 2017 - "Damned & Defiant"

### Концертные альбомы
- 1984 - "Live in Leeds" (Riot City Records)
- 1986 - "Live In Holland" (Riot City Records)

### Компиляции
- 1995 - "Deadly Games" (Abstract Sounds Records)
- 1999 - "Bloodsuckers/Prepare for the Attack" (Anagram Records)
- 1999 - "The Punk Singles 1981-1985" (Annagram Records)
- 2001 - "The Riot City Years: 1983-1984" (Punk Core Records)
- 2001 - "Vintage Varukers: The Rare and Unreleased" (Punk Core Records)
- 2001 - "Retch Files" (Includes two alboms: One Struggle One Fight & Live in Leeds  (Retch Records)
- 2002 - "Massacred Millions" (Fallout Records)
- 2005 - "1980-2005 Collection of 25 Years" (SOS Records)

### DVD
- 2005 - "Protest & Survive: The Varukers Live" (Cherry Red Records)